# Puiești, Buzău
Puiești là một xã thuộc hạt Buzău, România. Dân số thời điểm năm 2002 là 4568 người.